# 佐竹政一
佐竹 政一（さたけ まさかず、男性、1977年10月5日 - ）は、日本のプロボクサー。兵庫県明石市出身。元OPBF東洋太平洋スーパーライト級王者。
相手に打たれない驚異のディフェンス力と、天性のタイミングから放つカウンターで、日本・東洋・世界の強豪を次々とマットに沈めていった。
入場曲は、Back Street Boysの「The Call」。

## 来歴

### デビュー〜日本王座挑戦
- 1996年8月25日、明石ボクシングジム所属でプロデビュー（4R引き分け）。デビュー戦後は5連勝を飾り、西日本スーパーライト級新人王を獲得した。
- 1999年8月24日、世界を期待されていたホープ加山利治が保持する日本ウェルター級王座に挑戦。この当時の佐竹の戦績は、戦績12戦7勝(4KO)1敗4引分であり、関係者の多くが加山の防衛を予想していた。しかし予想に反して、佐竹はシャープなアウトボクシングで加山を大いに苦しめる。試合終了と同時に、勝利を確信して両手を上げた佐竹だったが、手数の少なさが災いして判定負けを喫した。しかし、この試合は佐竹の勝利を支持する声も多く見られ、また、安定王者の加山を脅かしたことで、当時無名だった佐竹の株は急上昇し、佐竹は関係者の注目を集めるようになる。

### 無名から東洋最強へ
- 1999年12月19日、OPBF東洋太平洋スーパーライト級王者の金鐘吉を判定で下し、同王座を獲得。
- 東洋太平洋王座獲得、前東洋太平洋王者の金鐘吉（12R判定勝ち）や、日本王座最多防衛記録保持者のリック吉村（12R判定勝ち）、元世界1位で元日本・東洋太平洋王者の坂本博之（12RKO勝ち）、無敗のベネズエラ同級王者で世界ランカーのリチャード・レイナ（2RKO勝ち）などの強豪と積極的に対戦し、OPBF王座の防衛回数を9に伸ばすとともに世界ランキングを上昇。
- 次第に日本ボクシング界中量級最大のホープと呼ばれるようになるが、当時、佐竹のいたスーパーライト級は全階級通じての激戦区で、WBAWBCともに大物王者が独占しており、世界戦のチャンスがなかなか巡ってこなかった。

### 替え玉事件
- 2001年7月2日、タイのOPBF東洋太平洋スーパーライト級1位シントン・ナノンタチャイとの防衛戦で佐竹が7RKO勝ちでタイトルを防衛したが7月19日に、対戦相手がシントンではなく別人のタイのピチャイ・ポーパニターだったことが発覚し、日本ボクシング史上初の「替え玉事件」として一般紙でも報じられた。7月31日、JBCはタイの仲介者を「ライセンスの無期限停止」の処分を下しこの試合のマッチメイクを担当したジョー小泉に対しても、パスポートの確認などを怠ったとして「三か月間の活動停止、現在担当している40試合のマッチメイクにも関わらない」とする処分を下した。尚この試合はタイトルマッチとして成立した。

### カルロス・マウサ戦
- なかなか世界挑戦のチャンスが巡ってこない最中、帝拳プロモーションが、世界ランカーのカルロス・マウサに勝利することを条件に、佐竹の世界戦をプロモートすることを発表。
- 2004年3月6日のマウサ戦でも、佐竹は普段通りのシャープなボクシングを展開し、2Rにはカウンターでマウサからダウンを奪う。しかし、このダウンを機にマウサが強引な乱打戦に突入。次第にマウサのペースに巻き込まれてしまい、佐竹は約5年ぶりに敗戦（判定負け）を喫した。この試合で、佐竹は世界戦のチャンスを逃すとともに、世界ランキングを大幅に下げてしまった。
- 2004年6月4日、メキシコのウバルド・エルナンデスに6RKO勝ちを収め、再起に成功。マウサとの世界ランカー対決には敗れたものの、佐竹の評価は決して落ちておらず、「世界戦の前に弱点が見えてよかった。これを克服していけば、世界のトップでも通用する選手になれる」という、むしろあの敗戦を肯定的に捉える意見が多くを占めていた。
- エルナンデス戦から4か月後、佐竹はOPBF東洋太平洋1位の金正範を相手に、10度目の防衛戦を行うことが決定。この試合の戦前予想も、佐竹の圧倒的有利だった。

### 王座転落・引退
- 2004年10月18日、金正範を相手にOPBF東洋太平洋王座10度目の防衛戦を行う。しかしこの試合、佐竹の動きはいつもより重く、金のパンチがカスめる場面が何度となくあった。そして1R終了間際、金の強打が佐竹の顔面にクリーンヒットした直後、佐竹は前のめりにダウン。何とか立ち上がるも、ダメージがあるのは明らかだった。立ち上がった直後、1R終了のゴングに救われた佐竹だったが、2R早々、金がKOを狙って突っ込んでくる。金を何とか捌こうと、佐竹はストレートやカウンターを何度かクリーンヒット。しかし、それにも怯まず前進する金。2R中盤、再び金のパンチがクリーンヒットし、今後は仰向けにダウンする佐竹。必死に立ち上がろうとするも、10カウント内に起き上がることができなかった。まさかの2RKO負けで、約5年間保持した東洋太平洋王座から転落した。金正範戦後、佐竹は「これで世界ランクも東洋王座も全て失ってしまった。今回の敗戦はマウサに負けた時とは違う。もう世界戦が実現することはないでしょう」とコメントし、引退を表明。
- 実力者との試合を積極的に行い、実力と評価を高めていくも、なかなか決まらない世界戦と、消化試合のようになりつつあった東洋戦の繰り返しに次第にモチベーションを喪失し、世界レベルの実力を証明しながら世界挑戦できないままボクシング界から消えた悲運のボクサーであった。

### 引退後
- 2014年8月3日、ザ・おやじファイト100回記念後楽園大会で、元日本ライト級王者・森田瞬と対戦して判定負けした[1]。

## 獲得タイトル
- 第44代西日本スーパーライト級新人王
- 第30代OPBF東洋太平洋スーパーライト級王座（9度防衛）